# Nouveaux Horizons (film)
Pour les articles homonymes, voir Nouveaux Horizons.
Pour plus de détails, voir Fiche technique et Distribution.
Nouveaux Horizons est un court métrage français réalisé par Marcel Ichac et sorti en 1953. C'est le premier film français tourné en CinemaScope.
Il s'agit d'un film documentaire — la grande spécialité de Marcel Ichac — destiné à mettre en valeur les atouts du CinemaScope (largeur de plan, effet de relief) pour le public français qui découvrait cette invention pourtant originaire de l'hexagone (l'Hypergonar du professeur Henri Chrétien).
Nouveaux Horizons suit notamment une traversée de Paris en voiture et un vol au-dessus des Alpes en avion.
Nouveaux Horizons est destiné à passer en première partie du premier film américain tourné en CinemaScope, La Tunique, d'Henry Koster. Si La Tunique est un relatif échec, Nouveaux Horizons remplit pour sa part sa mission. La Commission technique du cinéma juge ainsi que ; « M. Ichac a donné avec succès aux spectateurs une impression d'image en trois dimensions par la répétition de travellings avant, arrière et latéraux. Une impression qui a disparu avec la projection de La Tunique. » (traduit de l'anglais).
Nouveaux Horizons a été présenté en 1954 au Festival de Cannes.
Le film commençait sur des plans semblables au ratio académique 1,37:1 puis l'image s'élargissait progressivement sur tout l'écran panoramique atteignant ainsi par effet de surprise les dimensions du CinémaScope 2,55:1.